# Stephen Lee Bun Sang

Bischofswappen von Stephen Lee Bun Sang

Stephen Lee Bun Sang (chinesisch 李斌生; * 10. November 1956 in Hongkong) ist ein chinesischer Geistlicher und römisch-katholischer Bischof von Macau.

## Leben
Stephen Lee Bun Sang trat der Personalprälatur Opus Dei bei und empfing am 20. August 1988 das Sakrament der Priesterweihe. Er war Regionalvikar der Personalprälatur für Ostasien.
Am 11. Juli 2014 ernannte ihn Papst Franziskus zum Titularbischof von Novae und bestellte ihn zum Weihbischof in Hongkong. Der Bischof von Hongkong, John Kardinal Tong Hon, spendete ihm sowie auch Michael Yeung Ming-cheung und Joseph Ha Chi-shing OFM am 30. August desselben Jahres die Bischofsweihe; Mitkonsekratoren waren der emeritierte Bischof von Hongkong, Joseph Kardinal Zen Ze-kiun SDB, und der Sekretär der Kongregation für die Evangelisierung der Völker, Kurienerzbischof Savio Hon Tai-Fai SDB.
Papst Franziskus ernannte ihn am 16. Januar 2016 zum Bischof von Macau. Die Amtseinführung erfolgte am 23. Januar desselben Jahres, dem 440. Jahrestag der Errichtung des Bistums Macau.